# قيادة الاختبارات
قيادة الاختبارات (بالألمانية: Erprobungskommando) هي مجموعة متنوعة من وحدات لوفتفافه ذات الأغراض الخاصة، المكلفة باختبار الطائرات والأسلحة الجديدة في ظل ظروف تشغيلية. توضع لاحقات على نفس الاسم Erprobungs- بسرب (staffel) ووحدات بحجم مجموعة (gruppe) موجودة أيضًا في أوقات مختلفة في لوفتفافه خلال 1939-1944 لاختبار التصميمات الجديدة، وعادة ما يتم ترقيمها مع رقم هيكل الطائرة الخاص بنظام وزارة طيران الرايخ لتطابق الطائرات التي كان من المفترض أن يتم اختبارها، برقم مكون من ثلاثة أرقام بعد رقم هيكل الطائرة RLM "8-xxx" الذي يعين الوحدة.

## كوماندوس

### ايبوبونز كوماندو 16
ايبوبونز كوماندو 16 تشكلت في مارس 1943 في بينيماندا -غرب، كوحدة اختبار للمقاتلة بقوة الدفع الصاروخية مسرشميت مي 163، ومقرها في وقت لاحق في مطار لوفتفافه في باد Zwischenahn ‏ لفترة طويلة من الزمن. تم حل الوحدة في 14 فبراير 1945.

#### القادة
- الرائد فولفجانج سبات، فبراير 1943 - مايو 1944
- هاوبتمان توني ثالر، مايو 1944 - فبراير 1945

### ايبوبونز كوماندو 154
تم تشكيل ايبوبونز كوماندو 154 في نوفمبر 1943 في لانغنهاغن، لاختبار المقاتلة الليلية الجديدة فوك وولف تا 154.

### ايبوبونز كوماندو162
تم تشكيل ايبوبونز كوماندو 162 في يناير 1945 في مطار ريتشلين لارس، لاختبار المقاتلة النفاثة هاينكل هي 162 الجديدة.

#### القادة
- الرائد هاينريش بار، يناير 1945 - مايو 1945

### ايبوبونز كوماندو210
تم تشكيل ايبوبونز كوماندو 210 في 1 يوليو 1940 في Köln-Ostheim، لاختبار ماسرشميت بي إف 110 في دور الدعم الجوي القريب. في 24 أبريل 1941، أعيد تشكيل الوحدة I./ جناح القتال السريع 210.

#### القادة
- هاوبتمان فالتر روبنسدورفر، يوليو 1940 - 15 أغسطس 1940
- هاوبتمان هانز فون بولتنسترن، 16 أغسطس 1940 - 4 سبتمبر 1940
- هاوبتمان مارتن لوتز، 5 سبتمبر 1940 - 27 سبتمبر 1940
- مقدم Otto Hintze ، 27 سبتمبر 1940 - أكتوبر 1940
- الرائد فيلهلم أوتو ليسمان، أكتوبر 1940 - أبريل 1941

### ايبوبونز كوماندو262
تم تشكيل ايبوبونز كوماندو 262 في أبريل 1944 في قاعدة ليشفيلد الجوية لاختبار مسرشميت مي 262 الجديد. تم حل الوحدة في 26 سبتمبر 1944 واستخدمت لتشكيل كوماندو نوفوتني.

#### القادة
- هاوبتمان فيرنر ثيرفلدر، أبريل 1944 - 18 يوليو 1944
- الرائد فالتر نوفوتني، 19 يوليو 1944 - 26 سبتمبر 1944

### كوماندو فيلتر
تم تشكيل كوماندو فيلتر في البداية في نوفمبر 1944 في Burg bei ماغديبورغ باسم كوماندو ستامب، وحلقت مسرشميت مي 262 كوحدة قتال تجريبية ، ولكن سرعان ما تم تغيير اسمها إلى كوماندو فيلتر. تم إعادة تصميم الوحدة 10. / NJG 11 في 28 يناير 1945.

#### القادة
- ملازم أول جيرهارلد ستامب ، نوفمبر 1944
- ملازم أول Kurt Welter (الذي تم تسمية الوحدة له) ، نوفمبر 1944 - يناير 1945